# Binární soubor
Binární soubor je v informatice počítačový soubor, který obsahuje jakákoliv data, která jsou následně zpracovávána počítačovým programem. Obsahem souboru jsou čísla v binární soustavě (řetězec nul a jedniček), která reprezentují jistým způsobem uloženou informaci, což může být zvuk, obrázek, video, ale i formátovaný text, databáze a podobně. Při čtení binárního souboru je proto nutné vědět, jak uložená data interpretovat.
Opakem binárních dat je textový soubor, ve kterém jednotlivé byty, dvojice bytů nebo posloupnosti bytů mají význam znaků v určité znakové sadě. 

## Obsah binárního souboru
Binární soubor je označení pro data, která je nutné po přečtení nějakým způsobem interpretovat. Data mohou být uložena jinak, než ve formě řady za sebou uložených bajtů (osm bitů) a při jejich čtení je nutné je správně interpretovat.

### Hlavička
Pokusíme-li se zobrazit uložený zvuk jako obrázek, zobrazíme nejspíše chaotickou změť bodů, která nevytváří rozumný obrázek (platí samozřejmě i obráceně). Proto binární soubory někdy obsahují hlavičku (záhlaví), která uložená data popisuje (tzv. metadata). Pomocí formátu záhlaví lze pak obvykle zjistit, jaká data jsou v souboru uložena. Například EXE soubory začínají dvěma charakteristickými znaky (MZ, NE, LE, NX, PE). V unixových systémech existuje nástroj file, který podle těchto charakteristických znaků dokáže určit, jaká data jsou v souboru uložena.

### Vlastní data
Za hlavičkou následují vlastní data obsažená v binárním souboru. Jejich organizace je závislá na tom, jak je příslušný program zapisuje (a čte). U některých formátů je všeobecně známo, jakou mají strukturu, u jiných to známé být nemusí, případně to ani není nutné (jsou-li k dispozici nástroje, které umí binární soubor zpracovat, prohlížet a upravovat).
Data mohou být čtena po jednotlivých bajtech, ale i po více bajtech nebo naopak po jednotlivých bitech. Mohou být interpretována jako text, obraz, zvuk a podobně.
Mezi binární soubory se známým formátem patří multimediální soubory (například GIF, JPEG, MPEG, …), spustitelné soubory (EXE, ELF, …) a další. Formát souborů pro uchování dokumentů textového editoru Microsoft Word (.DOC) je převážně známý, avšak jeho interpretace přesto není dokonalá, protože význam jednotlivých údajů je jen odhadován (viz otevírání těchto souborů v OpenOffice.org).

## E-mail
Při posílání binárních souborů pomocí e-mailu je nutné jejich obsah transformovat do textové podoby (Base64, Quoted-printable, Uuencoding a podobně), protože starší systémy pro přepravu elektronické pošty neumí přepravovat binární data. Konvertovaná podoba má však typicky větší délku, než původní binární data.

## Binární a textový režim
Microsoft Windows umožňuje při otevírání souboru specifikovat parametr systémového volání, který určuje, je-li soubor textový nebo binární. U souborů otevřených jako textové dochází k převodu konců řádků mezi dvojicí CR, LF na disku a LF v přečtených nebo zapisovaných datech. V Unixových systémech tento převod není potřeba, proto není nutné tyto režimy rozlišovat.

## Čtení binárních souborů
Pokud otevíráte binární soubor v textovém editoru, každá skupina osmi bitů bude typicky přeložená jako jeden znak. Uvidíte (pravděpodobně nelogicky) zobrazení textových znaků tak, jako by byl tento soubor otevřen v jiné aplikaci. Tato aplikace bude mít svůj vlastní význam pro každý bajt: je možné, že daná aplikace bude nakládat s každým bajtem jako s číslem, a pošle na výstup tok čísel v rozpětí 0 až 255. A nebo je možné, že bude interpretovat tato čísla v bajtech jako barvy, a zobrazí odpovídající obrázek. Jestliže se se samotným souborem nakládá jako s vykonavatelným a spustitelným souborem, tak se počítač pokusí interpretovat tento soubor jako sérii strojových instrukcí.
Na čtení hexadecimálních (možné dokonce i decimálních) hodnot pro zodpovídající bajty binárního souboru se může použít hex editor. S bajty se nakládá stejně jako s jejich hexadecimálními hodnotami v hexadecimálním editoru.